# Natal Indian Congress

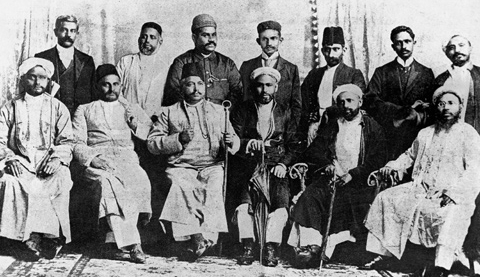
Grundarna av Natal Indian Congress

The Natal Indian Congress var en organisation som kämpade för den indiska minoritetens rättigheter i Sydafrika, bildad den 22 augusti 1894 av Mohandas Karamchand Gandhi (senare känd som Mahatma Gandhi).
1947 gick man samman med African National Congress och Transvaal Indian Congress.